# 刀剣博物館
刀剣博物館（とうけんはくぶつかん）は、東京都墨田区横網一丁目にある博物館。公益財団法人日本美術刀剣保存協会により運営され、美術刀剣類を保存、展示する。また、同会の事務所が博物館の建物内に所在する。

## 概要
刀剣博物館は、日本国内でも数少ない日本刀専門の博物館である。刀剣愛好家より寄贈された作品や、愛好家より保管と管理を依託されている刀剣・刀装・刀装具類を収蔵・公開する。旧刀剣博物館は1968年（昭和43年）に渋谷区代々木四丁目に開館し、2017年（平成29年）3月末に閉館した。現在の刀剣博物館は、2018年（平成30年）1月に墨田区横網の旧安田庭園内の両国公会堂跡地に移転開館した。

## 沿革
- 1948年（昭和23年）

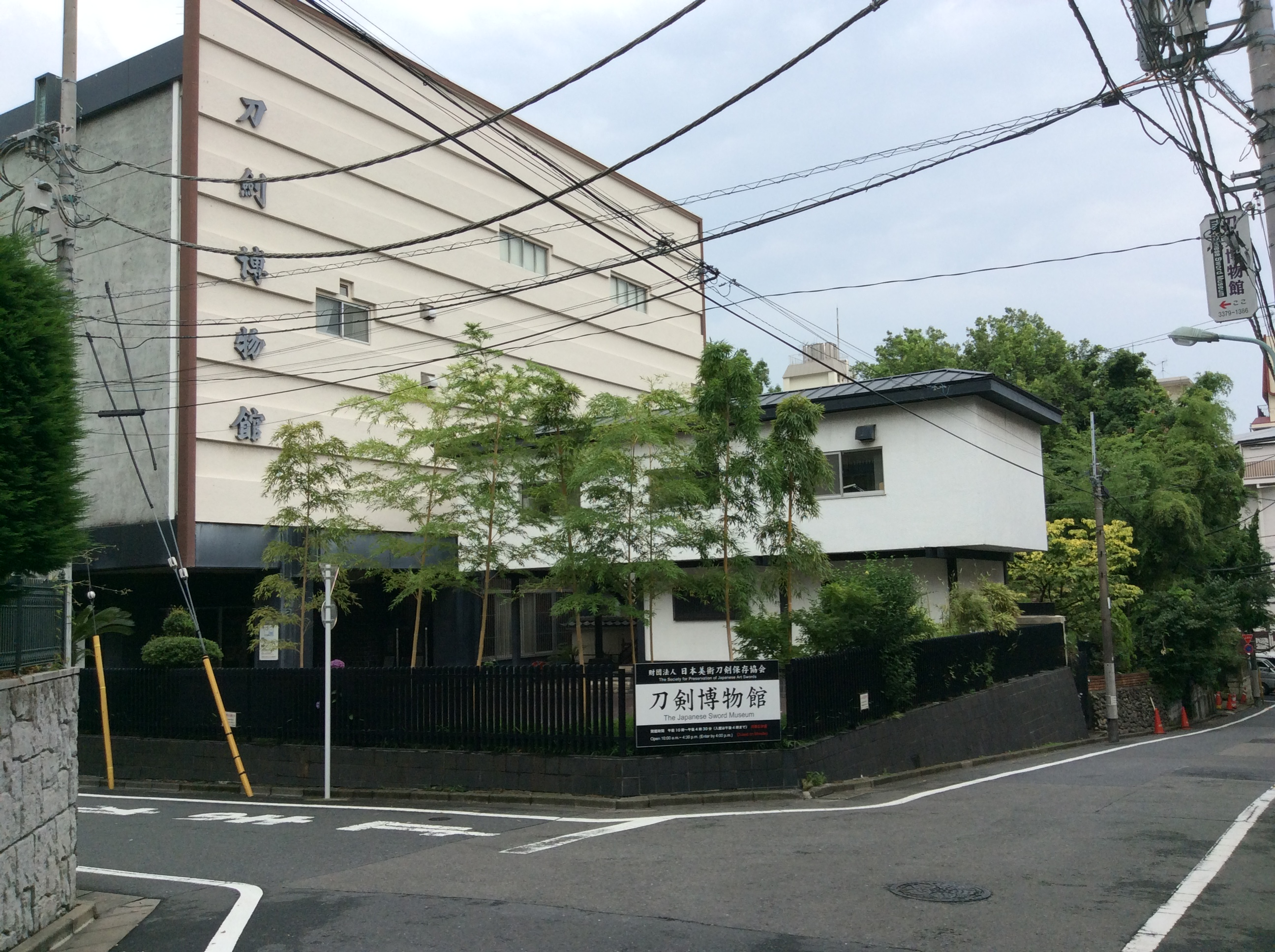
旧刀剣博物館（2015年6月17日撮影）

  - 2月24日 - 戦後の駐留軍による没収等で、壊滅状態にあった日本刀を保存継承するために、文部大臣の許可により（財）日本美術刀剣保存協会が設立される（事務所は東京国立博物館内に置かれる）。
  - 9月 - 刀剣保存のため、刀剣等の認定制度を開始。
- 1955年（昭和30年）1月 - 第1回作刀技術発表会。
- 1958年（昭和33年）6月 - 刀剣等の重要指定制度を設ける。
- 1968年（昭和43年）5月25日 - 刀剣博物館が開館。
- 1977年（昭和52年）
  - 5月 - 玉鋼製造選定・保存技術選定、安部由蔵、久村歓治を認定。
  - 11月 - 島根県横田町に日刀保たたら復興。
- 1982年（昭和57年）8月 - 刀剣等の認定制度を廃止、刀剣の鑑定制度に改める。
- 1989年（平成元年）9月 - 文化庁第1回刀匠作刀技術研修会を開始。
- 2017年  (平成29年) 3月31日 - 建替えのため閉館。
- 2018年（平成30年）1月19日 - 刀剣博物館、墨田区・旧安田庭園内（両国公会堂跡地）に移転して開館。

## 所蔵品
刀剣博物館の収蔵品は、刀剣、刀装、刀装具、甲冑、金工資料など約190点で、刀剣類の中には国が指定・認定した国宝、重要文化財、重要美術品や、当館を運営する日本美術刀剣保存協会が指定した特別重要刀剣などの、貴重な平安・鎌倉・南北朝期の古名作を中心に、各年代・流派の作品が収蔵されている。

## 文化財

### 国宝
太刀 銘 延吉
種別:工芸品、国:日本、時代:鎌倉、作者:延吉、寸法 刃長73.3cm、反り2.9cm、元幅2.8cm、先幅1.8cm、鋒長2.6cm、茎長15.4cm、重文（旧国宝）指定:1936年（昭和11年）9月18日、国宝指定:1953年（昭和28年）3月31日
太刀 銘 国行(来)
時代:鎌倉時代中期、作者:国行、寸法 刃長二尺五寸二分弱、反一寸五厘、元幅九分八輪、先幅六分八厘、鋒長一寸、茎長六寸八分五厘、重文（旧国宝）指定:1937年（昭和12年）5月25日、国宝指定:1953年（昭和28年）3月31日
太刀 銘 国行(当麻)
時代:鎌倉時代後期、寸法 刃長69.7cm、反り1.5cm、元幅2.8cm、先幅1.9cm、鋒長3.0cm、茎長17.6cm、重文指定・国宝指定:1954年（昭和29年）3月20日

### 重要文化財
太刀 銘 信房作
時代:平安時代後期、寸法 刃長76.2cm、反り1.9cm、元幅2.8cm、茎長15.9cm、画賛・奥書・銘文等:銘「信房作　常」、重文（旧国宝）指定:1934年（昭和9年）1月30日
短刀 銘 清綱
時代:鎌倉、 寸法 刃長27.6cm、 重文指定:1952年(昭和27年)3月29日
短刀 銘 兼氏
時代:南北朝、 寸法 刃長19.5cm、 重文指定:1938年(昭和13年)7月4日
太刀 無銘 福岡一文字
時代:鎌倉時代中期、 寸法 刃長 77.2cm、 重文指定:1971年(昭和46年)6月22日
太刀 銘 備前国住人雲次/正和二二年十月
時代:鎌倉、 作者:備前国住人雲次、 寸法 刃長75.75cm、 重文指定:1954年(昭和29年)3月20日
太刀 銘 正恒
時代:鎌倉時代初期 、 寸法 刃長78.4cm、 重文指定:1933年(昭和8年)1月23日
太刀 銘 兼永
時代:平安時代後期、寸法 刃長77.1cm、 重文指定:1938年(昭和13年)7月4日

### 重要美術品
太刀 銘 真景（古伯耆）など

### 特別重要刀剣
刀 銘（金象嵌銘） 尻懸則長磨上之 本阿（花押）（光室）など

## 利用情報
- 開館時間/火曜～日曜日/午前9時30分〜午後5時（入館は午後4時30分まで）。
- 休館日/毎週月曜日（月曜日が祝日の場合は開館）。
- 観覧料/一般1000円、会員・学生500円（中学生以下は無料）。

## 刀剣博物館の概要
- 建設敷地 - 〒130-0015 東京都墨田区横網一丁目12番9号、旧安田庭園
- 敷地面積 - 2157.9m2
- 建築面積 - 1076.9m2
- 延床面積 - 2619.8m2
- 構造規模 - 鉄筋コンクリート造（一部鉄骨造）地上3階建て
- 建物高さ - 15.6m
- 設計会社 - 槇総合計画事務所
- 施工会社 - 戸田建設
- 開館 - 2018年（平成30年）1月

## アクセス
鉄道
- JR総武線（各駅停車）・都営地下鉄大江戸線 - 両国駅下車、徒歩7分。

## ギャラリー
- 現刀剣博物館の完成模型（旧刀剣博物館 2015年6月撮影）
- 公道側の外観（2018年6月撮影）
- エントランス周り（2018年6月撮影）
- ロビー（2018年6月撮影）
- ロビー（2018年6月撮影）
- カフェ（2018年6月撮影）